# Хартман, Элизабет
Мэри Элизабет Хартман (англ. Mary Elizabeth Hartman; 23 декабря 1943, Янгстаун, Огайо — 10 июня 1987, Питтсбург, Пенсильвания) — американская актриса.

## Биография
После успешного дебюта на театральной сцене родного Янгстауна, Хартман перебралась в Нью-Йорк, где успешно стартовала её карьера на Бродвее. Известность к ней пришла после роли слепой девушки Селин в фильме «Клочок синевы» в 1965, где она снималась вместе с Сидни Пуатье. Эта дебютная для неё работа в кино принесла актрисе премию «Золотой глобус», а также номинацию на «Оскар». Спустя год Хартман вновь стала номинанткой на «Золотой глобус» за роль в картине «Ты теперь большой мальчик». После этого актриса снялась ещё в паре успешных кинолент, исполнила несколько ролей на телевидении и в театре, а в 1982 году приняла участие в озвучивании мультфильма «Секрет крыс», ставшим её последней работой в актёрской карьере.
Большую часть своей жизни актриса страдала от депрессии. После развода с мужем она перебралась в Питтсбург, чтобы быть ближе к родственникам, где стала работать сотрудницей в местном музее. К 1987 году состояние Хартман сильно ухудшилось и летом того же года она совершила самоубийство, выпрыгнув из окна своей квартиры на пятом этаже.

## Избранная фильмография
- 1965 — Клочок синевы / англ. A Patch of Blue
- 1966 — Группа / The Group
- 1966 — Ты теперь большой мальчик / англ. You're a Big Boy Now
- 1968 — Посредник / The Fixer
- 1971 — Обманутый / англ. The Beguiled
- 1971 — Ночная галерея / англ. Night Gallery (ТВ-сериал, эпизод «The Dark Boy»)
- 1973 — Широко шагая / англ. Walking Tall
- 1973 — Любовь по-американски / англ. Love, American Style (ТВ-сериал, эпизод «Love and the Locksmith», в титрах не указана)
- 1975 — Врачи больницы / англ. Doctors' Hospital (ТВ-сериал, эпизод «Come at Last to Love»)
- 1981 — Восход полной луны / англ. Full Moon High
- 1982 — Секрет крыс / The Secret of NIMH (м/ф, озвучивание)

## Награды
- Золотой глобус 1966 — «Самый многообещающий новичок среди женщин» («Клочок синевы»)